# Junio Valerio Borghese

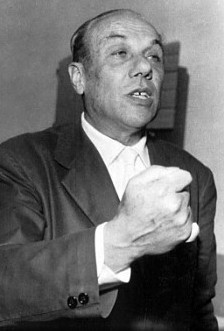
Junio Valerio Borghese

Junio Valerio Borghese (6 juni 1906 – 26 augustus 1974) was een Italiaans edelman en extreemrechts politicus.
Borghese stamde uit de gelijknamige adellijke familie. Hoewel de pers hem de titel prins gaf, droeg hij deze titel niet. Hij had een militaire carrière binnen de Italiaanse marine. Hij leidde na de Tweede Wereldoorlog het extreemrechtse Nationale Front. In 1970 zou hij een staatsgreep hebben gepland die op het laatste moment werd afgeblazen. De geruchten op deze geplande putsch werden in 1971 bevestigd in de pers en de politie startte een onderzoek. Borghese vluchtte naar Spanje waar hij tot zijn dood verbleef.